# Neandertalczyk
Człowiek neandertalski, neandertalczyk (Homo neanderthalensis) – wymarły przedstawiciel rodzaju Homo (człowiek), znany z plejstocenu (ok. 400 000 do ok. 24 500 lat temu), w zależności od autorów klasyfikowany jako podgatunek człowieka rozumnego – Homo sapiens neanderthalensis – lub odrębny od niego gatunek – Homo neanderthalensis.

## Historia odkryć

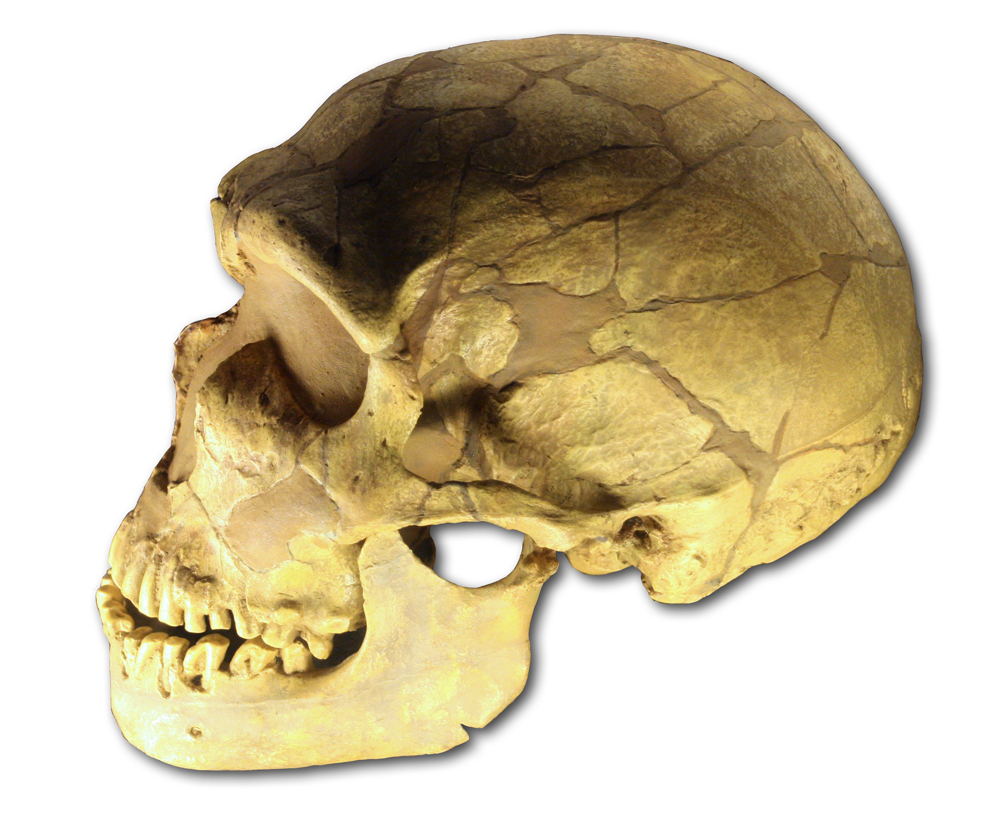
Czaszka neandertalczyka z La Ferrassie we Francji

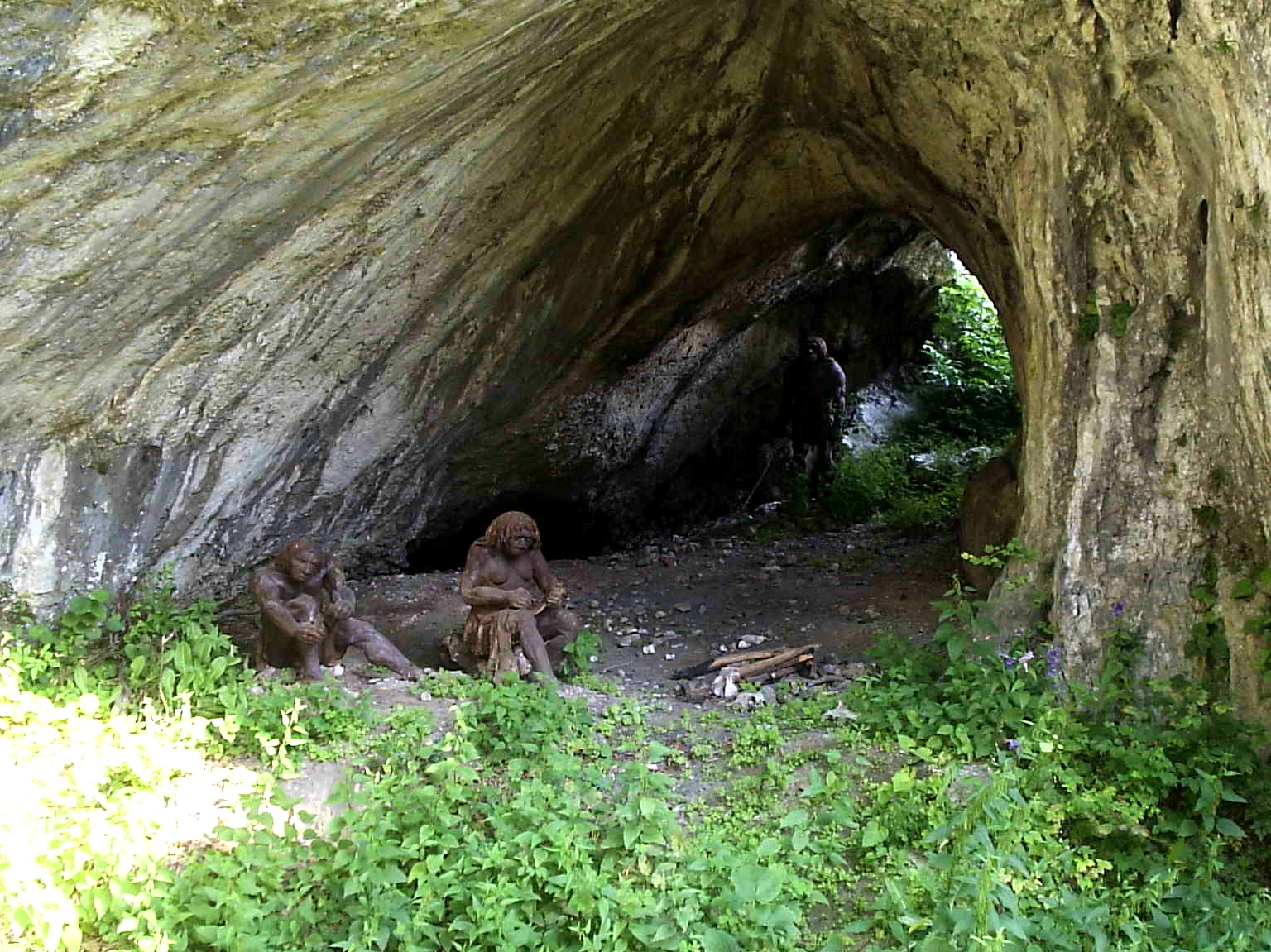
Rekonstrukcja obozowiska neandertalczyków w Jaskini Ciemnej w Ojcowskim Parku Narodowym.

Jednym z pierwszych znalezisk o cechach neandertalczyka był wykopany w 1856 roku w niemieckim Neanderthalu niekompletny szkielet o mocnym kośćcu i grubym wale nadoczodołowym. Były to kości podobne do ludzkich, ale o znacznie bardziej pierwotnych cechach.
Przyrodnicze książki z tego okresu pełne są artystycznych rekonstrukcji ukazujących neandertalczyków jako istoty włochate i ociężałe, niewiele różniące się wyglądem od małp, o tępym wyrazie twarzy. Gdy w 1859 roku Karol Darwin opublikował swoją pracę O powstawaniu gatunków, ówczesna brukowa prasa nie szczędziła odkryciom ewolucji ironii.
Wcześniejsze odkrycie (jaskinia Engis, 1829) fragmentu czaszki 2-3-letniego dziecka neandertalczyka uznano dopiero w 1936 roku. Wcześniej klasyfikowano ją do anatomicznie współczesnych ludzi. Podobnie cechy czaszki kobiety znalezionej w Forbes’ Quarry (Gibraltar, 1848) zostały rozpoznane jako neandertalskie dopiero w 1864 roku. Wiele innych znalezisk było źle udokumentowanych, datowanych i obciążało naukową debatę.
Obecnie nauka dysponuje dużą liczbą szczątków pochodzących od ponad 400 osobników H. neanderthalensis, stawiając go na pierwszym miejscu wśród najlepiej opisanych hominidów, a raczej z coraz większą pewnością zaliczając go do jednej z wcześnie żyjących grup ludzkich. Jego szczątki znaleziono w Hiszpanii, Francji, Włoszech, Wielkiej Brytanii, Niemczech, Belgii, Chorwacji, Izraelu, Iraku, Portugalii, Rumunii, Czechach oraz Polsce.
Prof. João Zilhão z Wydziału Archeologii i Antropologii na Uniwersytecie Bristolskim znalazł w 2009 roku w hiszpańskiej prowincji Murcja, w dwóch miejscach związanych z neandertalczykami (grota Aviones oraz grota Antón), z okresu odległego od nas o około 50 tys. lat, barwione i perforowane ręcznie muszle morskie, używane najpewniej jako naszyjniki. Analiza grudek czerwonego i żółtego pigmentu, znalezionych obok, sugeruje stosowanie kosmetyków ciała – na 10 tys. lat przed najwcześniejszymi śladami tzw. współczesnych ludzi. W badaniach DNA neandertalczyków, przeprowadzonych przez Instytut Antropologii Ewolucyjnej Maxa Plancka w Lipsku, porównano sekwencję DNA o łącznej długości 4 miliardów nukleotydów, pobranego z kości, z odpowiednimi sekwencjami DNA żyjącej populacji ludzkiej w Afryce, Azji i Europie. Znaleziono większe podobieństwo z Europejczykami i Azjatami niż z Afrykańczykami. Wskazuje to na krzyżowanie się populacji (ang. interbreeding). Możliwe więc, że neandertalczyka należy nazywać Homo sapiens neanderthalensis.

## Pochodzenie i występowanie
Neandertalczyk prawdopodobnie ewoluował z Homo heidelbergensis lub formy z nim blisko spokrewnionej w środkowym plejstocenie. Pierwsze cechy neandertalskie pojawiły się u hominidów w Europie ok. 400–350 tys. lat temu. Neandertalczycy rozprzestrzenili się po Europie (z wyjątkiem pokrytej lodowcem Skandynawii) i na Bliskim Wschodzie. W okresie dużych wahań klimatycznych wykazywali przystosowania do zimnego klimatu. Prawdopodobnie w tym czasie zaczęli używać odzieży (dla ochrony od zimna) oraz biżuterii. Nieliczne ślady wskazują na obecność podobnych form w południowej Syberii i północnej Afryce.
W 1938 w jaskini Teszik Tasz, w pobliżu Samarkandy, odkopano fragmenty szkieletu młodego neandertalczyka, w tym 150 fragmentów kości składających się na kompletną czaszkę. Powiększyło to znany obszar zamieszkiwania tego gatunku i dowiodło, że zamieszkiwał również wysokie góry.
Odkrycia z 2001 i 2007 roku, tj. wykopaliska w Mamontowej Kurii w górach Uralu u wybrzeży Morza Arktycznego, oraz w jaskini Okładnikowa w górach Ałtaj, wspomagane zaawansowanymi badaniami genetycznymi, sugerują, że zakres występowania neandertalczyka był znacznie większy.

### Stanowiska archeologiczne
Stanowiska archeologiczne, gdzie znaleziono pozostałości człowieka kopalnego o cechach klasyfikowanych jako neandertalskie. Numery w nawiasach to wiek w tysiącach lat.
- (200): Atapuerca[10], Pontnewydd Cave, Vértesszőllős, Ehringsdorf, Casal de’Pazzi, Biache, La Chaise, Montmaurin, Prince, Lazaret, Fontéchevade
- (135-45): Krapina, Saccopastore, Malarnaud, Altamura, Gánovce, Denisowa Jaskinia, Jaskinia Okładnikowa, Pech de l’Azé, Tabun, Kebara, Régourdou, Mt. Circeo, La Ferrassie, Combe Grenal, Érd, La Chapelle-aux Saints 1, Amud, Szanidar, Teszik Tasz, Feldhofer, jaskinia „Stajnia” (Jura Krakowsko-Częstochowska)[11][12][13][14].
- (115): Jaskinia Ciemna[15][16],
- (45-35): La Quina, l’Horus, Zafarraya, Hortus, Vindija, Kůlna, Šipka, Saint-Cézaire, Arcy-sur-Cure, Baczo Kiro, El Castillo, Bñnolas, Devil’s Tower, Le Moustier,
- (<35): Chătelperron, Peștera cu Oase (35), Vindija (29, 28[17]-32,4[18]), Velika Pećina, Lagar Velho.
- (–): Arcy-sur-Cure, Engis, Figueria Brava, Forbe’s Quarry, Guttarsi, Kiik-Koba, Krapina, Kůlna, La Ferrassie, Mamontowaja Kuria, Moula, Roc de Marsa, Saccopastore, Saint-Césaire, Szanidar, Šipka, Spy, Starosilla, Steinheim, Suchaja Mieczotka, Tabun, Tata, Teszik Tasz, Zafarraya, Zaskalnaja (Ukraina)[19][20][21][22].

## Różnice i podobieństwa do ludzi współczesnych
Dymorfizm rozpatruje się w obrębie znalezisk z analogicznego okresu, gdzie kości o cechach neandertalskich i bardziej podobnych do współczesnego człowieka wykazują złożone zależności ewolucyjne. Najstarsze kości o przewadze cech współczesnego człowieka posiadają cechy neandertalskie oraz archaiczne nieneandertalskie. Z drugiej strony cechy rozróżnialne jako neandertalskie posiadają cechy współczesne. Porównanie cech neandertalczyka do współczesnego człowieka jest bardzo trudne, gdyż kości o cechach neandertalczyka występują w okresie 300 tysięcy lat. Zmiana cech ciągnęła się przez około 10 tys. lat od Bałkanów do Iberii. Najwcześniej cechy neandertalskie zanikają w centralnej Europie.

### Różnice

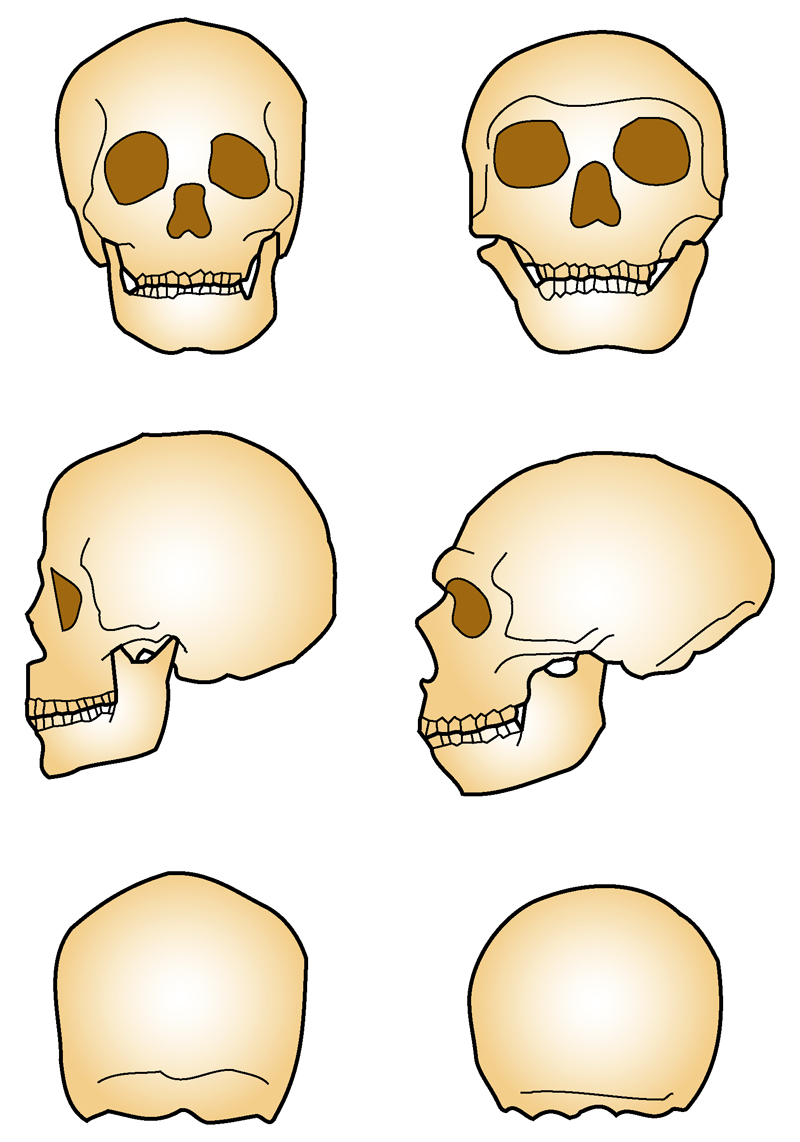
Porównanie czaszek H. sapiens (z lewej) i H. neanderthalensis (z prawej)

- brak szpiczastej bródki, żuchwa jest szeroka, masywniejsza niż przeciętnie, zaokrąglona
- krępe mocne ciało,
- wygięta podstawa czaszki
- u zachodnich znalezisk – skośniej ścięte czoło z silnie rozwiniętymi łukami nadoczodołowymi
- proporcjonalnie krótsze ręce i nogi (nieproporcjonalnie długie ręce to atawistyczna cecha)
- krótsze i masywniejsze, a także wygięte (częsta krzywica) kości długie kończyn dolnych
- lepiej rozwinięta muskulatura klatki piersiowej, ramion i barku (najsilniejsi ze współczesnych im ludzi)
- kości twarzoczaszki szerokie, policzki wysunięte do przodu, większy niż u człowieka z Pekinu nos
- naukowcy z Zurychu odtworzyli fenotyp dziecka – zrekonstruowali jasne/niebieskie/szare oczy i blond włosy; te fenotypowe cechy występują do dziś w największym nasileniu w Europie. Badania genetyczne wskazują na prawdopodobieństwo tej rekonstrukcji fenotypu neandertalczyka.

### Podobieństwa
Niektóre cechy neandertalczyka występują u współczesnych ludzi powszechnie, a inne sporadycznie w rejonie jego głównego obszaru występowania:
- prawdopodobnie posługiwali się mową[23]. Kość gnykowa znaleziona w 1983 w jaskini Kebara (Izrael) ma budowę zbliżoną do ludzkiej. Przez długi czas uczeni twierdzili, że znajduje się ona zbyt wysoko, by móc artykułować dźwięki[24], jednak najnowsze odkrycia sugerują, że nie ma to większego znaczenia[25].
- wzrost mężczyzn średnio ok. 165 cm, a waga ok. 90 kg (znaleziono osobnika o wzroście 190 cm), a kobiet ok. 155 cm i ok. 50 kg
- w kości potylicznej: chignon podobny do hemibun Homo sapiens fossilis z górnego paleolitu[26].

### Zmiany w czaszce
- wzrost pojemności mózgoczaszki spowodowany większym spożyciem mięsa (źródło protein potrzebnych do budowy mózgu)

## Kultura

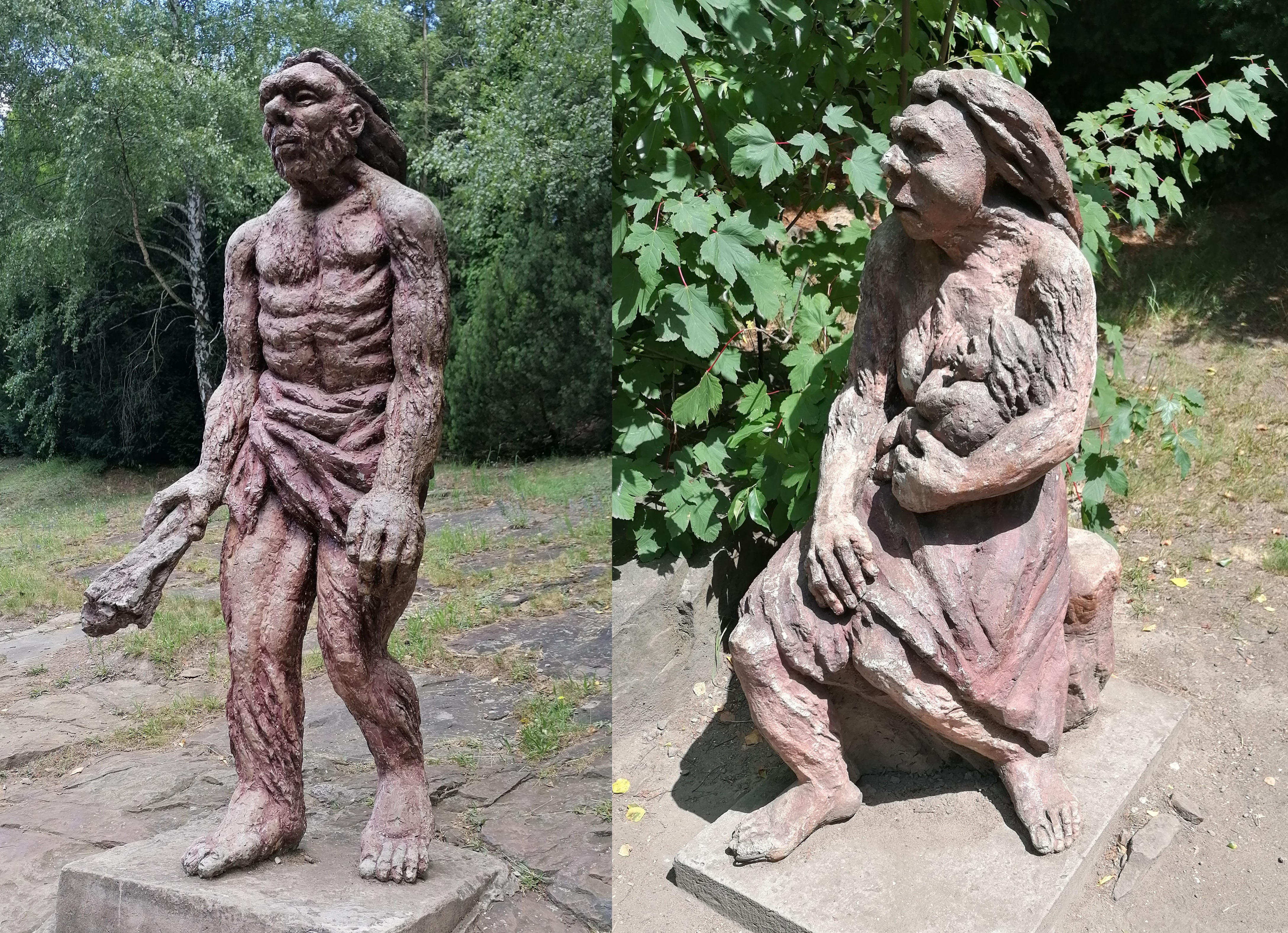
Neandertalczycy, rzeźby w Śląskim Ogrodzie Zoologicznym

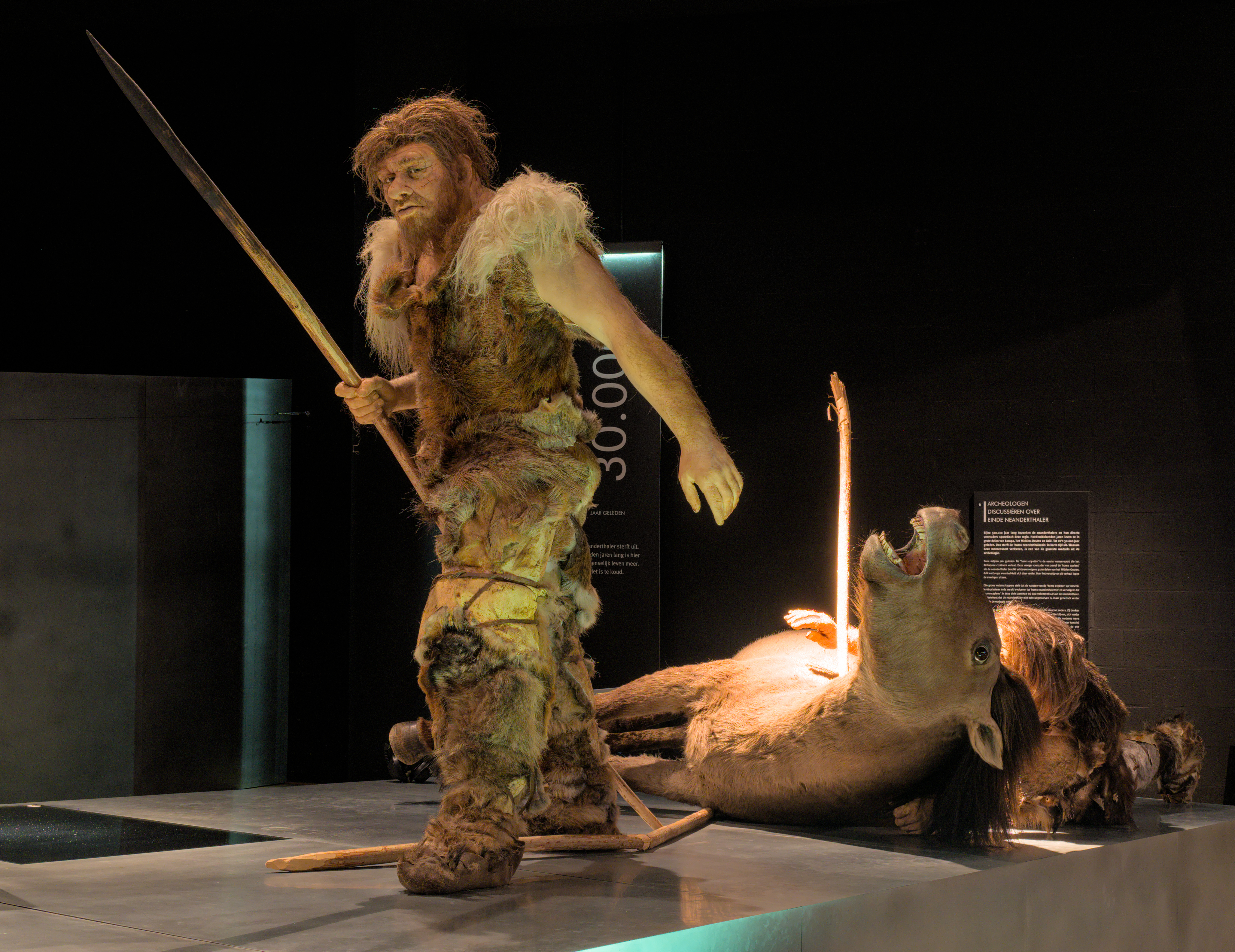
Neandertalski myśliwy, rekonstrukcja w Gallo-Romeins Museum, Tongeren

Człowiek z Neandertalu rozwijał europejską kulturę mustierską i kulturę lewaluaską. Badania archeologiczne dostarczają dowodów na to, że neandertalczyk wytwarzał narzędzia kamienne i drewniane, praktykował pochówek rytualny swych zmarłych, zajmował się myślistwem i zbieractwem, potrafił rozniecać ogień. We Francji, w jaskini La Chapelle-aux-Saints, odkryto płytki grób ze szkieletem w pozycji embrionalnej, pokrytym czerwoną ochrą. Obok ciała pozostawiono: narzędzia, kwiaty, jajka i mięso. Świadczy to o czci oddawanej zmarłym, wierze w życie pozagrobowe i istnieniu praktyk religijno-magicznych. Potwierdzeniem tych ustaleń są znaleziska z jaskini Szanidar w Iraku, gdzie odkryto szkielety grupy Neandertalczyków pokryte pyłkami kwiatów.
Znalezienie szkieletu z zagojonymi istotnymi pęknięciami kości świadczy, że opiekowano się rannymi osobnikami, które przy tak dużych złamaniach nie mogłyby przeżyć bez pomocy. Inne kultury archeologiczne z tego samego okresu nie wykazują tak „ludzkich” znalezisk.
Zdaniem profesora João Zilhão z Uniwersytetu w Lizbonie, znane znaleziska dowodzą w zupełności, że neandertalczycy potrafili używać symboli i myśleć abstrakcyjnie.
Przez długi czas zakładano, że Homo neanderthalensis nie zasiedlali w sposób długotrwały obozowisk poza jaskiniami. Odkrycie w 2019 r. na stanowisku w Pietraszynie 17 tys. fragmentów narzędzi krzemiennych, wykonanych przez różnych osobników przeczy temu poglądowi. Sprawiło to, że w rankingu Archeologicznych Sensacji 2019 tworzonym przez kwartalnik Archeologia Żywa uznano wyniki tych badań za „Najważniejsze odkrycie archeologiczne w Polsce 2019”.

## Ewolucja i wyginięcie
Porównanie materiału genetycznego obu gatunków wykazuje różnice w zaledwie ułamku procenta. Jednocześnie stwierdzono istotne różnice genetyczne pomiędzy samymi neandertalczykami. Odkrycia w Portugalii (Lagar Velho), Rumunii (Peștera cu Oase) i na Morawach (Mladeč) sugerują, że mogło dochodzić do krzyżowania się H. sapiens neanderthalensis i H. sapiens sapiens. Na tej podstawie wysunięto hipotezę o możliwości wchłonięcia neandertalczyków do populacji współczesnego człowieka. Hipoteza ta jest szczególną odmianą hipotezy multiregionalnej.
Trwają spory, czy neandertalczycy mogli się krzyżować ze współczesnymi sobie Homo sapiens. Analiza zmienności mitochondrialnego DNA (mtDNA) człowieka współczesnego i porównanie jej z sekwencjami mtDNA neandertalczyków wskazuje, że współczesne populacje ludzkie nie zawierają mtDNA neandertalczyka – mtDNA są przekazywane wyłącznie w linii żeńskiej. To wskazuje, że mitochondrialny DNA kobiet neandertalczyka nie występuje w obecnej puli genowej, co miałoby wskazywać na wymarcie tych ludzi; aczkolwiek wskazuje tylko na pochodzenie kobiet. Jednak chromosom X wykazuje większe różnice między H. neanderthalensis a H. sapiens sapiens niż pozostałe chromosomy co sugeruje przepływ genów w linii męskiej. Najnowsze badania w tej dziedzinie przeprowadza zespół prof. Damiana Labudy z Uniwersytetu w Montrealu (Quebec), który zidentyfikował w chromosomie X część DNA różniącego się od innych. Zdaniem kanadyjskich badaczy jest to dziedzictwo neandertalskie. Sekwencja ta została zidentyfikowana u ludów na wszystkich kontynentach, łącznie z Australią, ale z wyjątkiem Afryki Subsaharyjskiej.
Badania allelu (+D) kodującego mikrocefalinę wskazują na pochodzenie genu z antycznej populacji człowieka. Wariant +D genu wprowadzony został do obecnej puli genowej ok. 37 tys. lat temu i teraz dominuje w puli genowej współczesnego człowieka. Rozprzestrzenienie się genu wynika z dodatniego efektu fenotypowego, jako że ten gen związany jest z rozwojem mózgu. Spośród możliwych populacji Evans, Lahn i inni za prawdopodobną wskazują populację Neandertalczyka, z której przez rzadkie krzyżowanie gen ten zdominował obecną pulę genową Homo sapiens. Frekwencja allelu typu +D jest mniejsza w sub-saharyjskiej Afryce, która zawiera allel -D mikrocefaliny, którego linia oddzielona jest o ponad milion lat ewolucji.
Najpóźniejsze ślady jego bytności znaleziono w Portugalii i Rumunii. Ślady węgla drzewnego i narzędzi kamiennych odkryte w jaskini Gorhama w Gibraltarze sugerują, że mógł żyć jeszcze ok. 28–24 tys. lat temu.
Kości znalezione w Abrigo do Lagar Velho w Portugalii datowane na 24 500 lat, posiadające cechy przejściowe pomiędzy współczesnym a kopalnym człowiekiem, zostały opisane w PNAS-ie.
Nie tylko kości neandertalczyka posiadały cechy współczesnych ludzi, ale i kości współczesnych ludzi posiadały dawniej cechy neandertalskie. Cechy typowe dla archaicznych, współczesnych i neandertalskich ludzi tworzyły mozaikę już 34–36 tys. lat temu. Wiek kości z rumuńskiej jaskini Peștera cu Oase oznaczono na podstawie oznaczenia spektrometrią masową ilorazu 14C/12C, gdzie węgiel uzyskano, redukując CO2 ze spalenia liofilizowanej żelatyny, z której wydzielono tylko większą niż 30 kDa frakcję kolagenu.
Jedna z teorii mających tłumaczyć wyginięcie neandertalczyka głosi, że winę za to wydarzenie ponosi erupcja wulkanu Campi Flegrei, mająca miejsce około 40 tysięcy lat temu. W wyniku spowodowanej nią zimy wulkanicznej mieszkający na północy neandertalczycy ucierpieli o wiele mocniej, niż zajmujący wysunięte bardziej na południe terytoria Homo sapiens sapiens.
Według niektórych badaczy, datowanie paleologicznych szczątków i ich analiza zmienności (testy statystyczne) wykazuje, że Neandertalczyk krzyżował się i ich zdaniem dyskusja o jego wyginięciu jest intelektualnie martwa, gdyż teza dyskusji jest nieprawdziwa.
Według sensacyjnej i odrzuconej przez większość badaczy hipotezy przedstawionej przez B. Hevelmansa i B. Porszniewa w książce Człowiek neandertalski nadal żyje (wydanej w jęz. fr. L’homme de néanderthal est toujours vivant, Paryż, Plon, 1974) niektóre człekokształtne kryptydy mogą być reliktami neandertalczyka.

### Analiza DNA
Inni badacze analizują geny odpowiedzialne za kolor oczu i włosów, jako że późniejsza populacja, zajmująca habitat neandertalczyków, wykazuje istotne odchylenie ekspresji tych genów od średniej.
Po wstępnym zsekwencjonowaniu 60% genomu neandertalczyków, sprzed 38 tys. lat, znalezionych w jaskini Vinidja w Chorwacji, i porównaniu sekwencji występujących u Nieafrykańczyków, a nie występujących u Afrykańczyków, badacze oszacowali, że od. 1–4% DNA pozaafrykańskiego człowieka współczesnego pochodzi od neandertalczyka. Przypuszcza się, że do krzyżowania doszło na Bliskim Wschodzie, przed opanowaniem Eurazji przez człowieka współczesnego.
Badacze określili także 78 zamian nukleotydów zmieniających kodowany aminokwas, które różnią człowieka współczesnego od szympansa i neandertalczyka. Ustalono to, porównując sekwencje, które występują u wszystkich ludzi współczesnych, z sekwencjami neandertalczyka identycznymi z sekwencjami szympansa. W pięciu genach znaleziono co najmniej 2 zmiany zmieniające sekwencję aminokwasów. Jedna z tych zmian powoduje produkcję krótszego białka repetyny u człowieka współczesnego niż u neandertalczyka (784 aminokwasów zamiast 892). Repetyna jest białkiem macierzy międzykomórkowej naskórka i poza naskórkiem produkowana jest w dużych ilościach w ekrynowych gruczołach potowych, w wewnętrznych osłonkach cebulek włosowych i w brodawkach nitkowatych języka. Pod względem fizyko-chemicznym podstawione aminokwasy najbardziej różnią się od poprzedniego w białkach kodowanych przez GREB1, OR1K1 i SPAG17. GREB1 (ang. growth regulation by estrogen in breast cancer 1) jest genem wczesnej odpowiedzi w szlaku regulowanym przez receptor estrogenu. OR1K1 (ang. olfactory receptor, family 1, subfamily K, member 1) to receptor węchowy, a SPAG17 (ang. sperm associated antigen 17) koduje białko ważne dla struktury aksonemy wici plemnika. W sekwencjach niekodujących znaleziono 232 zamiany (substytucje) i 36 insercji i delecji nukleotydów. Znaleziono też jedną cząsteczkę miRNA (hsa-mir-1304) inną u człowieka współczesnego niż u neandertalczyka i szympansa.

### Introgresja
Długa debata naukowa nad wzajemnymi oddziaływaniami archaicznych gatunków ludzkich i człowieka anatomicznie współczesnego zaczęła wpierw skłaniać się ku hipotezie asymilacji. Problem rozwiązało udowodnienie krzyżowania się człowieka rozumnego i neandertalskiego, efektem której to hybrydyzacji jest introgresja neandertalskich alleli stanowiących około 2% genomu współczesnego Europejczyka. Pierwotnie było to 3,2-5,7%. Spadek stanowi efekt doboru naturalnego eliminującego allele pochodzące od innego gatunku na skutek niezgodności Dobzhansky’ego-Mullera. Allele, które pozostały w genomie współczesnego człowieka, musiały wobec tego pełnić jakieś funkcje zwiększające dostosowanie. Chodzi o geny dotyczące choćby kolory włosów i skory, ale też funkcjonowania układu immunologicznego i związane z objawami depresyjnymi, być może również wiążącymi się z obroną przed drobnoustrojami, co postuluje hipoteza immunologiczna zaburzeń depresyjnych.

## Film
- W 1981 roku premierę miał film Walka o ogień wyreżyserowany przez Jeana-Jacques’a Annauda, którego akcja rozgrywa się 80 000 lat p.n.e. w Europie. Film przedstawia Ulamów – jedno z plemion neandertalczyków, które traci ogień w wyniku napadu plemienia Wagabu złożonego z przedstawicieli gatunku Homo erectus.
- W 2000 roku studio telewizyjne Wall to Wall Production wyprodukowało dla kanału Discovery popularnonaukowy, dwuczęściowy film o długości 120 min pt. Neandertalczyk w reżyserii Tonyego Mitchella(inne języki). Został on wyemitowany na antenie telewizyjnej w 2001 roku, a także był dystrybuowany w polskiej wersji językowej jako dodatek do gazety „Rzeczpospolita”[55].

## W fantastyce
- W serii Dzieci Ziemi, której akcja toczy się w dość realistycznym paleolicie, neandertalczycy, nazywani przez Homo sapiens płaskogłowymi (neandertalczycy nazywają Homo sapiens Innymi, a siebie klanem) i uważani za zwierzęta, wyróżniają się pamięcią genetyczną (wystarczy, że raz coś zobaczą, a przypominają sobie o tym i pamiętają na zawsze, ale z trudem uczą się nowych rzeczy) i zdolnościami parapsychicznymi. Posługują się językiem gestów, mówią z trudem. Żyją w społeczeństwie patriarchalnym, czcząc duchy totemów z niedźwiedziem jaskiniowym na czele. Mieszańcy z Innymi (dzieci mieszanych duchów) są przez Innych nazywane potwornościami (?) (ang. abominations), a przez klan uznawane za kalekie.
- W świecie powieści Łowy na węże morskie oraz Ścieżka bohatera neandertalczycy zostali odtworzeni za pomocą inżynierii genetycznej na planecie muzeum np. wraz z mamutami i dinozaurami. Po wypędzeniu ludzi z kosmosu przez Erydian żyją obok nich. Niektórzy ludzie, próbując wrócić w kosmos, uczynili innych ludzi i neandertalczyków niewolnikami. Neandertalczycy odczuwają tak zwane kwea (niezwykle silne i długo przeżywane uczucia), bywają też obcującymi z duchami lub zmiennokształtnymi. Nie umieją wymówić niektórych głosek i słów. Wolni neandertalczycy to Pwi (rodzina), urodzeni w niewoli – Poddani (w Ścieżce bohatera thralle), zaś uciekinierzy – Okanjara (jestem wolny). Pół-neandertalczyków nazywają Tcho-pwi (nie rodzina).
- Trylogia Roberta Sawyera Neandertalska paralaksa opisuje przypadkowe połączenie Ziemi portalem z jej alternatywną wersją, gdzie to właśnie neandertalczycy uzyskali świadomość i są gatunkiem dominującym. Powieściowi neandertalczycy są ekologicznie nastawionymi pacyfistami, kontrolującymi swą populację za pomocą eugeniki i skrajnie racjonalnymi. W niektórych sferach są bardziej zaawansowani od Homo sapiens, zaś w innych – jak np. technologia kosmiczna – ustępują nam.
- W twórczości Pacyńskiego elfy, trolle i skrzaty są wymieniane jednym tchem i istnieją sugestie, że należy ich utożsamiać z neandertalczykami i innymi prymitywnymi hominidami.

## Pochodzenie nazwy
Nazwa neandertalczyk wprowadzona 1863 przez anglo-irlandzkiego geologa Williama Kinga pochodzi od nazwy doliny Neandertal w Niemczech, w której po raz pierwszy odkryto i rozpoznano jako należące do odrębnej odmiany człowieka szczątki neandertalczyka. Nazwa doliny z kolei pochodzi od XVII-wiecznego pastora Joachima Neandera, którego nazwisko dosłownie znaczy „nowy człowiek”.